# Aissa Edon
Aissa Edon là một nữ hộ sinh người Malian sống ở London và là một nhà hoạt động chống lại việc cắt âm vật. Nền tảng của cô, Phòng khám Hy vọng, nâng cao nhận thức về FGM và giúp đỡ những phụ nữ đã trải nghiệm nó. Năm 2016, cô được BBC vinh danh là một trong 100 Women. Edon là nạn nhân của việc cắt xén bộ phận sinh dục nữ khi 6 tuổi và nói về trải nghiệm bạo lực của cô một cách công khai. Được một gia đình người Pháp nhận nuôi, cô đã có thể được chăm sóc cho các biến chứng mà cô gặp phải, bao gồm các vấn đề về tâm lý, nhiễm trùng đường tiết niệu và đau mạn tính.